# Swainsthorpe
Swainsthorpe – wieś w Anglii, w hrabstwie Norfolk, w dystrykcie South Norfolk. Leży 8 km na południe od Norwich i 152 km na północny wschód od Londynu. Miejscowość liczy 374 mieszkańców.